# Kurt Sieder
Kurt Josef Karl Theodor Sieder (* 23. September 1899 in Mannheim; † 28. September 1964 in Bonn) war ein deutscher Theaterintendant und Gründer des Grenzlandtheaters Aachen.

## Leben und Wirken
Der Sohn des Musikdirektors Wilhelm Sieder und der Schauspielerin Elisabeth Sieder, geb. De Lank, absolvierte nach seiner Schulzeit zunächst eine Banklehre und wechselte danach auf eine Schauspielschule. Nach mehreren Zwischenstationen erhielt Sieder ein Engagement als Schauspieler und Mitdirektor an den Nürnberg-Fürther-Kammerspielen. In Nürnberg ging er auch 1921 seine erste Ehe ein.
Im Zweiten Weltkrieg wurde er als Offizier der Luftwaffe eingezogen und lernte 1944 an einer Frontbühne seine zweite Ehefrau Gerda (1916–2002), eine gebürtige Aachenerin und ausgebildete Sängerin, die dort Chansons und Operetten sang, kennen. Die beiden heirateten im selben Jahr.
Im Sommer 1945 wurde Sieder an das städtische Theater Aachen berufen, um nach dem Ende des Krieges den Spielbetrieb neu zu organisieren. Hierzu musste er aufgrund der kriegsbedingten Schäden des Theatergebäudes sowohl für das Büro als auch für die Probe- und Aufführungsräume auf Alternativen, wie beispielsweise auf die Stadtbibliothek Aachen, zurückgreifen. Dabei wurde er sowohl von seiner Frau Gerda als auch von einem kleinen Kreis gleichgesinnter Künstler unterstützt, die anfangs nur für einen Gegenwert in „Naturalien“, wie Lebensmittel, Kaffee oder Tabak, im Theater auftraten und zugleich bei Geschäftsleuten, Unternehmern und prominenten Privatleuten für einen Neuaufbau des Theaters um Zuschüsse warben.
Sieder blieb knapp ein Jahr am Theater und wechselte anschließend für einige Jahre zu einer anderen Einrichtung, bevor er 1950 nach Aachen zurückkehrte. Hier gründete er nun ein Zimmertheater, das er ein Jahr später zusammen mit dem damaligen Landkreis Aachen und weiteren Gesellschaftern in eine GmbH umwandelte. Sie wurde 1956 vom Landkreis vollständig übernommen und 1962 in Grenzlandtheater Aachen umbenannt. Kurt Sieder etablierte das für 200 Zuschauer konzipierte Theater, das ab 1956 seine bis heute bestehende Spielstätte in der damaligen Nuellens-Passage und heutigen Elisengalerie gegenüber dem Elisenbrunnen fand, während seiner Intendanz als feste Größe in der Aachener Kulturlandschaft und leitete es bis zu seinem Tod. Sieder präsentierte immer wieder prominente Gäste wie beispielsweise Lil Dagover und René Deltgen. Die Verpflichtung des Regisseurs Veit Harlan für die Saison 1962/63, der beim antisemitischen Film Jud Süß Regie geführt hatte, wurde allerdings als Skandal und Fehlplanung eingestuft. Nach massiven Protesten wollte Sieder Harlan wieder ausladen, doch dieser erstritt vor Gericht seine Anstellung.
Kurt Sieder leitete das Theater bis zu seinem plötzlichen Tod im Jahr 1964. Wenige Jahre später verstarb mit erst 24 Jahren auch sein einziger Sohn bei einem Unfall. Gerda Sieder blieb dem Grenzlandtheater lebenslang verbunden.

## Kurt-Sieder-Preis
Nach Kurt Sieders frühem Tod veranlasste seine Witwe Gerda noch zu ihren Lebzeiten die Bildung der Kurt-Sieder-Stiftung, in die als Alleinerbin ihr Privatvermögen einschließlich ihres Privathauses in Aachen-Brand einflossen. Diese Stiftung sollte jährlich den Kurt-Sieder-Preis für herausragende schauspielerische Leistungen an jeweils ein Ensemblemitglied des Stadttheaters und des Grenzlandtheaters verleihen. Der Preis ist mit 2000,- Euro pro Person dotiert und wird von einem externen fünfköpfigen Kuratorium vergeben. Der Kurt-Sieder-Preis wurde erstmals für die Saison 2003/04 verliehen. Seitdem wurden folgende Preisträger ausgezeichnet:
| für das Jahr               | Preisträger Theater Aachen                                                                                                  | Preisträger Grenzlandtheater                                                                                 |
| -------------------------- | --- | --- |
| 2003/04                    | Heino Cohrs (für seine Gesamtleistung)                                                                                      | Ingeborg Krabbe (für „Oskar und die Dame in Rosa“)                                                           |
| 2004/05                    | Petra Welteroth (für ihre Gesamtleistung)                                                                                   | Volker Risch (für „Monsieur Ibrahim und die Blumen des Koran“)                                               |
| 2005/06                    | Cornelia Dörr (für „Die Jungfrau von Orleans“)                                                                              | Guido Hammesfahr (für „Steine in den Taschen“)                                                               |
| 2006/07                    | Rainer Krause (für seine Gesamtleistung)                                                                                    | Regina Gisbertz (für „Diamonds“)                                                                             |
| 2007/08                    | Silvester von Hösslin (für „Leonce und Lena“)                                                                               | Axel Herrig (für „Im weißen Rössl“)                                                                          |
| 2008/09                    | Julia Brettschneider (für Puppenspiel und Darstellung)                                                                      | Michael Hiller (für „BuntesRepublik“)                                                                        |
| 2009/10                    | Elke Borkenstein (für ihre Gesamtleistung)                                                                                  | Karl Walter Sprungala (für „Völlig ausgebucht“ und „Der Diener zweier Herren“)                               |
| 2010/11                    | Karsten Meyer (für seine Gesamtleistung)                                                                                    | Ingeborg Meyer (für ihre Gesamtleistung)                                                                     |
| 2011/12                    | Nadine Kiesewalter (für die Gesamtleistung der vergangenen Spielzeit)                                                       | Theo Pfeifer (für „Das Verhör“)                                                                              |
| 2012/13                    | Elisabeth Ebeling (für die Vielfalt ihrer Bühnenfiguren, die sie seit der Saison 2005/2006 am Aachener Theater präsentiert) | Samuel Schürmann (Für seine Darstellung als Travestie-Star Zaza alias Albin im Musical „La Cage aux Folles“) |
| 2013/14                    | Katja Zinsmeister (für ihre Gesamtleistung)                                                                                 | Renate Fuhrmann (für die Theaterversion „Harold und Maude“)                                                  |
| 2014/15                    | Bettina Scheuritzel (für ihre Gesamtleistung)                                                                               | Julian Looman (für „Cabaret“)                                                                                |
| 2015/16                    | Philipp Manuel Rothkopf (für seine Gesamtleistung)                                                                          | Doris Dexl (für die Rolle der Anwältin in „Noch einmal, aber besser“)                                        |
| 2016/17                    | Lara Beckmann (für ihre Gesamtleistung)                                                                                     | Volker Weidlich (für seine Rolle in „Das Abschiedsdinner“)                                                   |
| 2017/18                    | Alexander Wanat (für seine Gesamtleistung)                                                                                  | Friederike Pöschel (für ihre Rolle in „Szenen einer Ehe“)                                                    |
| 2018/19                    | Stefanie Rösner (für ihre Gesamtleistung)                                                                                   | Philip Schlomm (für seine Rolle in „Revanche“)                                                               |
| 2021/22 (nach Coronapause) | Tim Knapper (für seine Gesamtleistung)                                                                                      | Daniela Ziegler (für ihre Darstellung der Marlene Dietrich in dem Musikschauspiel „Spatz und Engel“)         |
| 2022/2023                  | Tina Schorcht (für ihre Gesamtleistung)                                                                                     | Franz Josef Strohmeier (für seine Hauptrolle als John Belushi in Blues Brothers)                             |
| 2023/2024                  | Marlina Adeodata Mitterhofer (für ihre Gesamtleistung)                                                                      | Felix Frenken für seine Rollen in „Achtsam Morden“ und „Judas“                                               |